# Marco Livio Druso Claudiano
Marco Livio Druso Claudiano (latino: Marcus Livius Drusus Claudianus; nato Appio Claudio Pulcro, latino: Appius Claudius Pulcher; Roma, 93 a.C. o prima – Filippi, 42 a.C.) è stato un politico romano, padre di Livia Drusilla, terza moglie di Augusto, e nonno di Tiberio.

## Biografia
Nato Appio Claudio Pulcro, era discendente del censore Appio Claudio Cieco. Non sono noti i suoi genitori, ma è stato ipotizzato che suo padre potesse essere un figlio di un Gaio Claudio Pulcro, console nel 143 o nel 130 a.C., oppure Appio Claudio Pulcro o Gaio Claudio Pulcro. Per quanto riguarda la madre, è ipotizzato fosse una sorella di Marco Livio Druso, l'uomo che lo adottò dopo aver perso il padre.
Infatti, quando suo padre morì lasciandolo infante, Claudio venne adottato da Marco Livio Druso, di cui prese quindi il nome, aggiungendo 'Claudiano' in osservanza alle regole onomastiche romane per indicare la gens di origine.
Pretore nel 50 a.C., Claudiano si schierò con gli uccisori di Gaio Giulio Cesare, Gaio Cassio Longino e Marco Giunio Bruto, nella guerra civile contro Gaio Giulio Cesare Ottaviano e Marco Antonio. Fu probabilmente lui che, nel 43 a.C., incoraggiò Decimo Giunio Bruto Albino, un altro dei cospiratori contro Cesare, affermando che due legioni del dittatore a vita, la quarta e quella dedicata a Marte, sarebbero passate dalla parte dei cospiratori; quando Cassio e Bruto si tolsero la vita dopo la sconfitta nella battaglia di Filippi (42 a.C.), Claudiano ne seguì l'esempio e si suicidò.

## Famiglia
Claudiano sposò Alfidia, una donna plebea figlia di Marco Alfidio Lurcone, da cui nel 59 a.C. ebbe l'unica figlia storicamente accertata, Livia Drusilla (che sarebbe divenuta moglie dell'imperatore Augusto e madre dell'imperatore Tiberio).
L'età relativamente avanzata di Claudiano al momento della nascita di Livia ha fatto ipotizzare l'esistenza di una prima moglie ignota, oppure che Livia non fosse  né figlia unica né la primogenita. Diversi storici hanno infatti sostenuto, basandosi sull'uso di un secondo nome per Livia Drusilla, che Claudiano dovesse avere almeno un'altra figlia, più grande di Livia Drusilla, indicata come "Livia/Livia Prima/Livia Maggiore" ed eventualmente una terza figlia minore, "Livia Minore/Livilla". Inoltre, era probabilmente il padre di un certo Gaio Livio Pulcro, il quale morì dopo l'assassinio di Cesare (44 a.C.) ma prima della battaglia di Filippi (42 a.C.) lasciando due figlie, Livia Pulcra e Livilla.
Infine, con adozione testamentaria, Claudiano adottò come erede Marco Livio Druso Libone.